# Écrainville
Écrainville ist eine französische Gemeinde mit 985 Einwohnern (Stand: 1. Januar 2022) im Département Seine-Maritime in der Region Normandie. Sie gehört zum Arrondissement Le Havre und zum Kanton Saint-Romain-de-Colbosc (bis 2015: Kanton Goderville).

## Geographie
Écrainville liegt etwa 23 Kilometer nordnordöstlich von Le Havre in der Pays de Caux. Umgeben wird Écrainville von den Nachbargemeinden Fongueusemare im Norden, Sausseuzemare-en-Caux im Nordosten, Goderville im Osten, Bornambusc im Südosten, Manneville-la-Goupil im Süden und Südosten, Saint-Sauveur-d’Émalleville im Süden, Vergetot im Südwesten, Criquetot-l’Esneval im Westen sowie Cuverville im Nordwesten.

## Bevölkerungsentwicklung
| Jahr                      | 1962 | 1968 | 1975 | 1982 | 1990 | 1999 | 2006 | 2013 |
| Einwohner                 | 696  | 657  | 683  | 866  | 919  | 928  | 1004 | 1034 |
| Quelle: Cassini und INSEE |      |      |      |      |      |      |      |      |

## Sehenswürdigkeiten
- Kirche Saint-Denis aus dem 11. Jahrhundert
- Schloss Écrainville aus dem 19. Jahrhundert

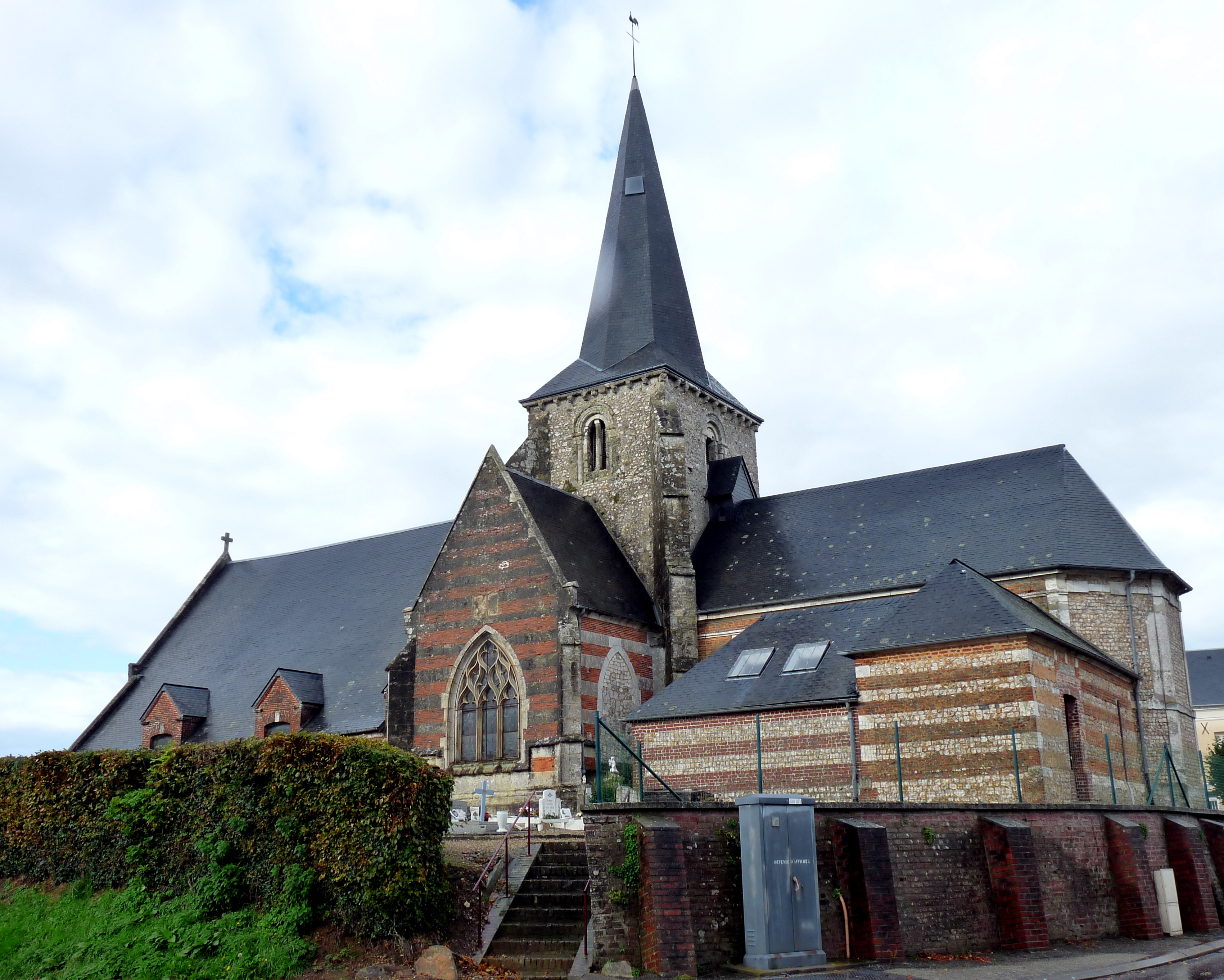
Kirche Saint-Denis

- Herrenhaus Le Bailliage
- Haus Les Groseillers